# كأس أوكرانيا 2009–10
كأس أوكرانيا 2009–10 (بالأوكرانية: Кубок України з футболу 2009—2010)‏ هو الموسم 19 من كأس أوكرانيا. أقيم خلال الفترة 18 يوليو 2009 وحتى 16 مايو 2010، وكان عدد الأندية المشاركة فيه 52، وفاز فيه نادي تافريا سيمفروبول.